# منتوحتپ (پدر خدا)

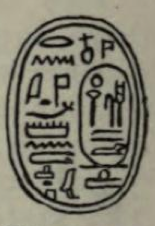
اسکاراب پادشاه سوبخوتپ سوم نیز از پدرش منتوحُتپ نام می برد

منتوحُتپ پدر غیر سلطنتی سوبخوتپ سوم، پادشاه مصر باستان بود که حدود سه سال در سلسله سیزدهم، حدود سال 1750 قبل از میلاد، سلطنت کرد.
منتوحُتپ عمدتاً از بناهای یادبود پسرش در زمان پادشاهی او شناخته می شود. بر روی این بناها همسرش یوهتیبو نیز دیده می شود که او را مادر پادشاه می نامیدند.
در بناهای تاریخی مربوط به سوبخوتپ سوم، منتوحُتپ لقب پدر خدا را دارد. عنوان اخیر اغلب به پدران غیر سلطنتی پادشاهان داده می شود. معلوم نیست سوبخوتپ سوم در چه شرایطی به پادشاهی رسید. با این حال، پدرش منتوحُتپ هیچ ارتباط سلطنتی شناخته شده ای نداشت. دو پسر دیگر به نام های سنب و خاکاو شناخته شده اند. آنها لقب پسر پادشاه را یدک می کشیدند، اگرچه ظاهراً پسر یک پادشاه نبودند، بلکه برادر یکی بودند.
تعداد زیادی از فوک‌های اسکاراب یک مقام نظامی منتوحُتپ با عنوان فرمانده خدمه حاکم شناخته می‌شود. این مقام دارای پسری به همین عنوان به نام سوبخوتپ بود. به نظر می رسد که این اسکراب ها متعلق به پدر خدا منتوحُتپ قبل از پادشاه شدن پسرش باشد. 